# Слишком крута для тебя
«Слишком крута для тебя» (англ. She's Out of My League) — американская романтическая комедия режиссёра Джима Филд Смита. В главных ролях снялись Джей Барушель и Элис Ив. Фильм вышел в прокат в 2010 году.

## Сюжет
Кирк (Джей Барушель) в первый раз видит Молли (Элис Ив) в аэропорту, когда она проходит через пункт досмотра, которым он заведует. Молли забыла свой айфон; позвонив на свой номер, она узнала, что его нашёл Кирк. Они договариваются о встрече на вечеринке, чтобы вернуть телефон. После возвращения телефона Молли дала Кирку два билета на хоккей.
На матч Кирк взял своего друга Зассыку, а Молли привела подругу Петти. В перерыве Кирк остаётся наедине с Петти, и она говорит, что Молли запала на него. Далее были свидание и прогулка по городу, а в воскресенье — обед у родителей Кирка. Несмотря на невоспитанное, фамильярное и неадекватное поведение, Молли спокойно, понимающе и с юмором выносит обед. После вечера они едут к Молли. Однако Кирк, попав в ужасную ситуацию во время прихода её родителей, умчался из квартиры.
После этого Молли несколько дней не отвечает на звонки Кирка. Он решает бороться, приходит на авиашоу, где Молли является одним из организаторов, и рассказывает ей, что на самом деле произошло. Они мирятся. В одну из прогулок речь заходит о дне рождения сестры Молли, и Кирк предлагает устроить вечеринку. На торжестве бывший парень Молли сообщает о маленьком её уродстве. Вечером оставшись наедине, Кирк опасается увидеть её недостаток, но, узнав, что это всего лишь перепонки на пальцах ног, облегчённо вздыхает. Он сознаётся, что желал найти у неё уродство, чтобы остаться вместе. Выходя из себя, Молли обвиняет его в низкой самооценке. Она говорит, что с Кемом рассталась из-за того же — он поставил её на пьедестал, а она не смогла оправдать его ожиданий, и поэтому решила больше не встречаться с такими, как Кем. Кирк, услышав, что она пригласила его на свидание из-за этого, уходит.
Кирк с семьёй собирается лететь в Бренсон; он вернулся к бывшей. Зассыка пытается ссадить его с самолёта, но Кирк против. Но через некоторое время решается, встаёт, высказывает всё семье и пытается покинуть самолёт, а в это время Зассыка звонит Петти, которая хватает Молли и везёт её в аэропорт. Они оба встречаются и объясняются: Молли признаёт, что пригласила его, думая, что «такой никуда не денется». В последней сцене Кирк ведёт Молли на аэродром, садится за штурвал маленького самолёта, и они улетают.

## История создания

### Разработка
Начиная работу над картиной, продюсеры решили, что успех будет зависеть от того, удастся ли им показать настоящих людей, которым будут сочувствовать зрители. Режиссёром был назначен британец Джим Филд Смит, которому ещё не доводилось работать над полнометражным фильмом, но по его скетчам и рекламным роликам продюсеры высмотрели задатки комедиографа. Сценарий ему понравился, и он встретился в Лос-Анджелесе с продюсерами.

### Подбор актёров
В фильме около 30 ролей со словами и 9 главных героев. Понадобился весь опыт режиссёра, чтобы найти так много актёров, которые бы легко взаимодействовали друг с другом. Естественно, главные герои — Кирк и Молли, но, по словам режиссёра, бо́льшая часть юмора пришлась на семью Кирка и его друзей. Так среди актёров оказались опытные комики и просто начинающие таланты. Родителей героини Элис Ив сыграли её настоящие родители, актёры Тревор Ив и Шарон Мофан.
Джея Барушеля режиссёры и продюсеры считают неотъемлемым компонентом фильма. В некоторых смыслах он и есть Кирк, но несмотря на это актёр заявляет, что ему пришлось немало потрудиться над своим персонажем.

### Декорации
Для съёмок фильма создатели искали город, в котором должны были быть романтические места, хоккейный клуб и аэропорт. Так, съёмочная группа оказалась в аэропорту Питтсбурга. Администрация аэропорта считала возможным съёмки лишь несколько часов в ночное время и одной камерой, что не подходило. Но кто-то предложил осмотреть временно не используемое помещение. За маленькой дверкой оказалась чуть ли не половина аэропорта. Решено было снимать в Питтсбурге.
Сцену на хоккее снимали во время настоящего матча на «Меллон Арене»: 27 марта 2008 года «Пингвинз» обыграли «Айлендерс» 3-1. Зрителям приходилось передавать плёнку кинооператору каждые 10 минут, но болельщики проявили большое терпение и отнеслись с понимаем к съёмочной группе. Съёмки также проводились в таких живописных местах города, как Музей Энди Уорхола и гора Вашингтон.

## В ролях
| Актёр/Актриса     | Персонаж                                      |
| ----------------- | --------------------------------------------- |
| Джей Барушель     | Кирк (отвечает за безопасность на авиарейсах) |
| Элис Ив           | Молли (организатор вечеринок)                 |
| Ти Джей Миллер    | Зассыка (волосатый друг)                      |
| Майк Фогель       | Джек (симпатичный друг)                       |
| Нейт Торренс      | Девон (толстый друг)                          |
| Линдсей Слоун     | Марни (бывшая девушка Кирка)                  |
| Кайл Борнхеймер   | Диллан (брат Кирка)                           |
| Джессика Ст. Клэр | Дебби (невеста Диллана)                       |
| Кристен Риттер    | Петти (подруга Молли)                         |
| Джофф Стульц      | Кем (бывший парень Молли)                     |
| Хэйес МакАртур    | Рон (парень Марни)                            |
| Ким Шоу           | Кетти (сестра Молли)                          |
| Дебра Джо Рапп    | миссис Кетнер (мама Кирка)                    |
| Адам ЛеФевр       | мистер Кетнер (папа Кирка)                    |
| Джесика Николь    | Венди (официантка на вечеринке)               |
| Робин Шорр        | Тина (бывшая девушка Зассыки)                 |

## Отзывы
На сайте Rotten Tomatoes комедия получила 58 % положительных рецензий из 131; в итоге был сделан вывод, что в фильме есть смешные шутки и интересные идеи, но чрезмерная пошлость и наивность кино не красят.

## Прокат
Мировая премьера состоялась в Австралии 11 марта 2010 года, на следующий день стартовал прокат в Канаде и США. По данным бокс офиса США, картина собрала 9, 78 млн долларов, став третьей по итогам уик-энда. В международном прокате комедия дебютировала 1 апреля, в том числе, в России и Новой Зеландии, собрав 2,3 млн долларов. Наибольший вклад поступил из российского кинопроката — 1,3 млн долларов, фильм оказался на 2 месте по итогам уик-энда в России, уступив только анимации «Как приручить дракона». В Соединённых Штатах фильм «Слишком крута для тебя» за всё время проката (10 недель) собрал 31,6 млн долларов. Россия же положила в копилку 3 млн долларов из собранных в международном прокате 16,8 млн.

## DVD
Фильм вышел на DVD и BLU-RAY дисках. Дистрибьютор в России Universal Pictures Rus.
| Подробности DVD диска | Подробности DVD диска                           | Подробности DVD диска                   | Подробности DVD диска     |
| --------------------- | ----------------------------------------------- | --------------------------------------- | ------------------------- |
| Формат                | DVD (PAL) (Keep case)                           |                                         | Дополнительная информация |
| Региональный код      | 5                                               | Удалённые сцены                         |                           |
| Количество слоёв      | DVD-5 (1 слой)                                  | Альтернативная концовка                 |                           |
| Звуковая дорожка      | Английский/русский/украинский Dolby Digital 5.1 | Подборка неудачных дублей               |                           |
| Формат изображения    | Anamorphic WideScreen 16:9 (1.78:1).            | Шоу свиданий Девона                     |                           |
| Субтитры              | Английский/русский/украинский                   | Комментарии режиссёра Джима Филда Смита |                           |